# Đại học Lleida
Đại học Lleida, gọi tắt là UdL (tiếng Catalan: Universitat de Lleida), là một trường đại học có trụ sở tại Lérida (Catalonia), Tây Ban Nha. Đây là trường đại học đầu tiên tại Catalonia và toàn bộ Crown Aragon. Được thành lập giữa 1297 và 1301, có lẽ với tên Estudi General (Studium Generale) trong phong cách của trường Đại học khác được thành lập vào thời gian đó (chẳng hạn như Đại học Valencia), và bị đóng cửa thông qua một đạo luật của hoàng gia hoặc "Real Cédula" trong năm 1717 cùng với việc cấm đoán của phần còn lại của trường Đại học Catalan và các tổ chức chính trị ban đầu của Catalonia. Felipe V thành lập một trường đại học ở Cervera, một thị trấn 70 km. phía đông Lleida nơi có chính quyền đã hỗ trợ phe của ông trong cuộc Chiến tranh thừa kế Tây Ban Nha năm 1713, thay thế tất cả các trường đại học Catalan.
Trường được
Trường được lập lại vào ngày 12 tháng 12 năm 1991 sau khi vài trăm năm theo một đạo luật được thông qua bởi Quốc hội Catalan.